# 兵庫県立三木山森林公園
兵庫県立三木山森林公園（ひょうごけんりつみきやましんりんこうえん）は兵庫県三木市にある面積80haの広大な森林公園 。自然とふれあう場として市民に親しまれており、公園内に点在する広場や音楽ホール、会議室は市民の文化活動やスポーツ・レクリエーションの場になっている。

## 概要
三木山森林公園は、兵庫県三木市福井字三木山に1993年（平成5年）5月23日に開園した森林公園。甲子園球場の約20倍、81万平方メートルある。森とのふれあいを深められるよう、散策、レクリエーション、 自然観察、各種体験活動などを楽しむことができる。主な利用者は、高齢者から家族連れ、保育園児から一般グループと幅広い。また、小学校の課外活動や企業の福利厚生事業（自然体験活動等）の 受け入れも行っている。園内には、森の文化館（総合案内所、多目的ホール、音楽ホール、展示ホール、会議室、森の風美術館、森のレストラン、トイレ）、森のクラフト館、森の研修館、茶室などの建築物や広場（エントランス広場、森のバーベキュー広場、イベント広場、ウッディ広場、大芝生広場、ポケット広場、香りの広場、ピクニック広場）、上池・下池、展望休憩舎、森の小劇場、ハイキングコース、第一・第二・第三駐車場が整備されており、車いすやベビーカーが通行できるユニバーサルトレイルも総延長で約2,500メートル整備されているので安心して散策できる。車いすが使用できるトイレも園内に6か所、設置されている。2011年（平成23年）1月23日には公園内に「森の風美術館」がオープンした。
2012年度（平成24年度）に閣議決定した「生物多様性国家戦略」では、里地里山の保全活用に向けた取組を推進していくことになり、環境省から2015年（平成27年）12月18日に全国500か所の選定結果が報道発表された。三木山森林公園も生物多様性保全上重要な里地里山（略称「重要里地里山」）に指定されている。

### 年表
- 1993年（平成5年）3月29日 - 兵庫県立三木山森林公園の設置及び管理に関する条例を公布[6]
- 1993年（平成5年）3月31日 - 兵庫県立三木山森林公園管理規則を公布[7]
- 1993年（平成5年）5月23日 - 三木山森林公園が開園

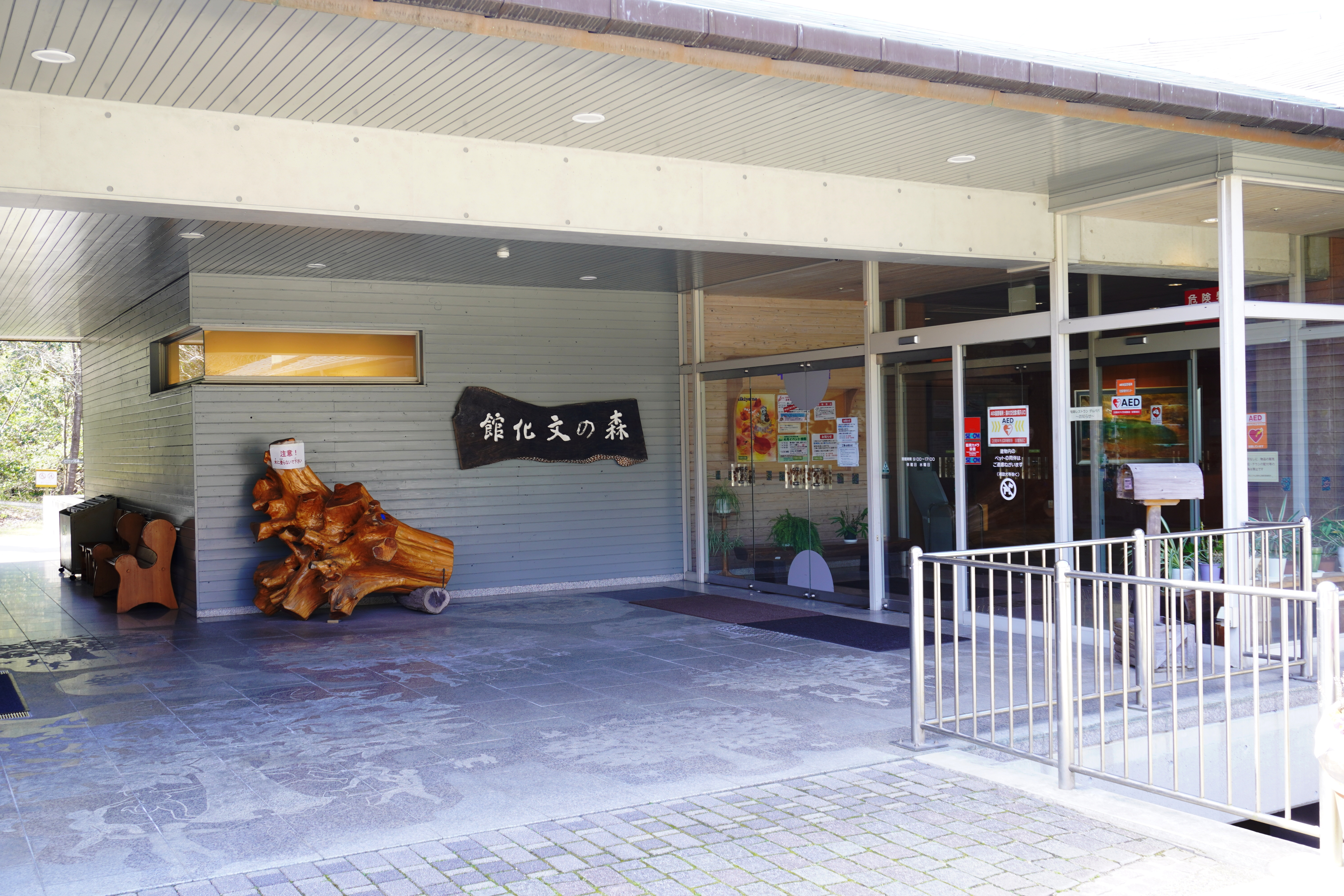
2011年（平成23年）1月23日 - 公園内に「森の風美術館」がオープン
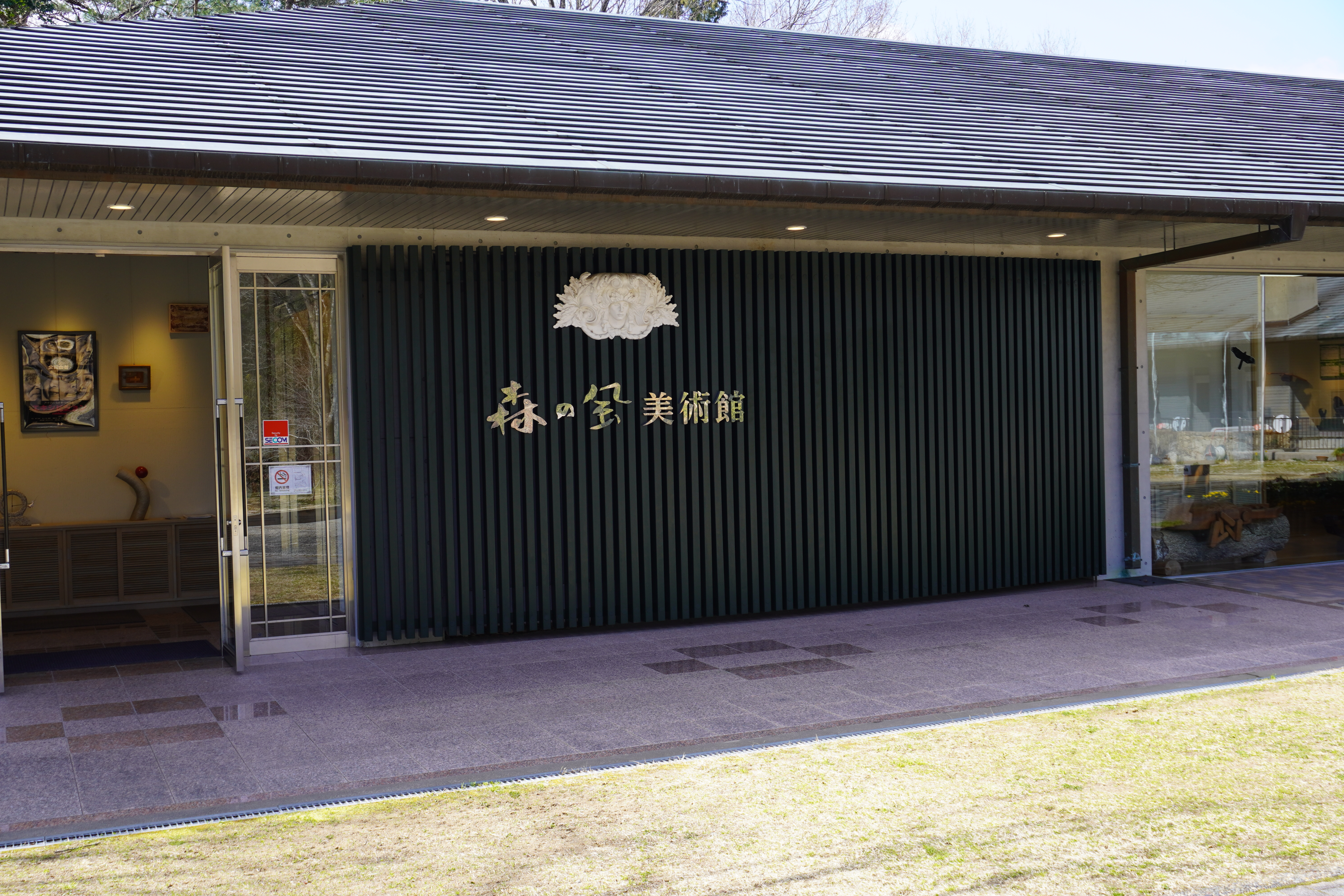
森の風美術館
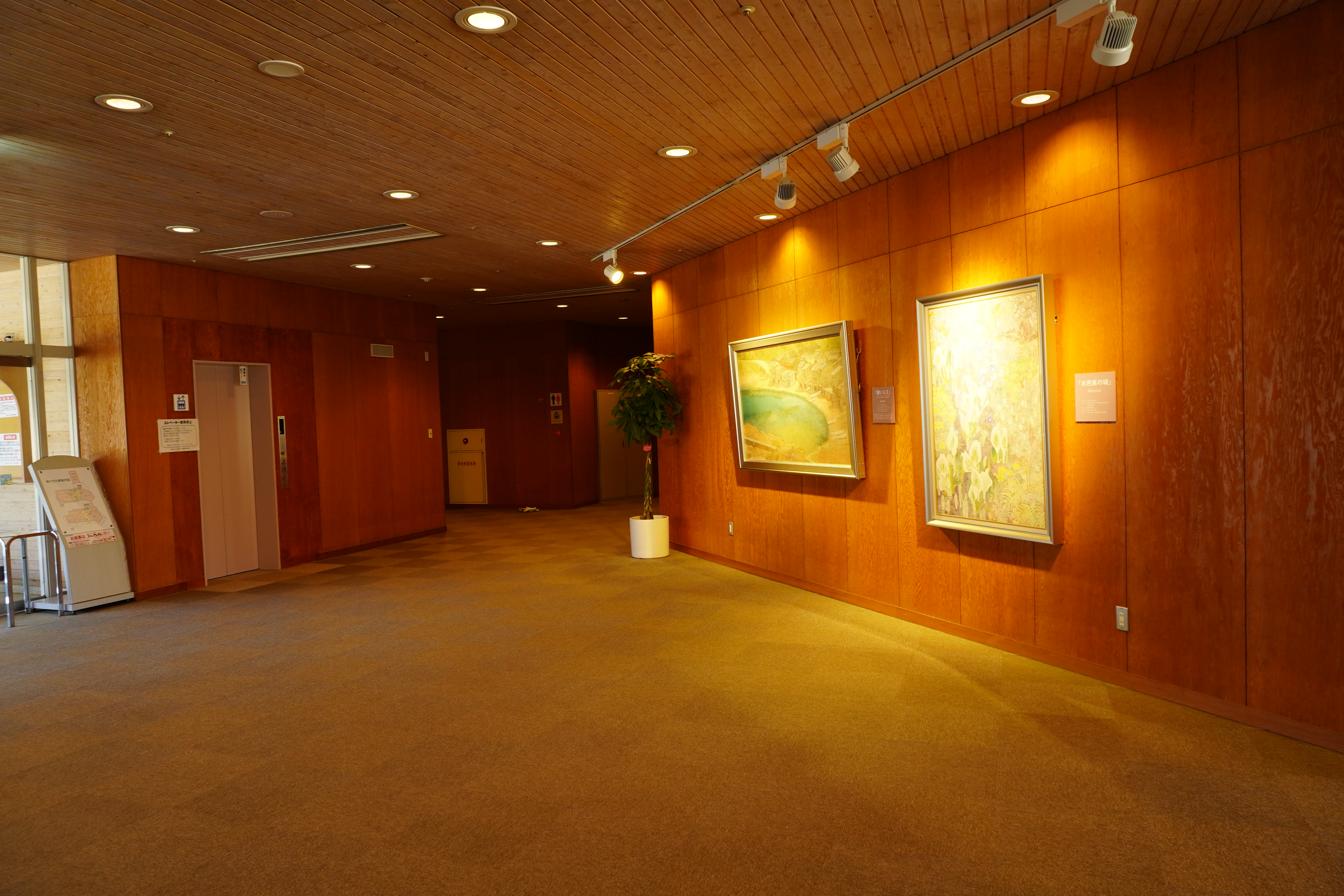
展示ホール
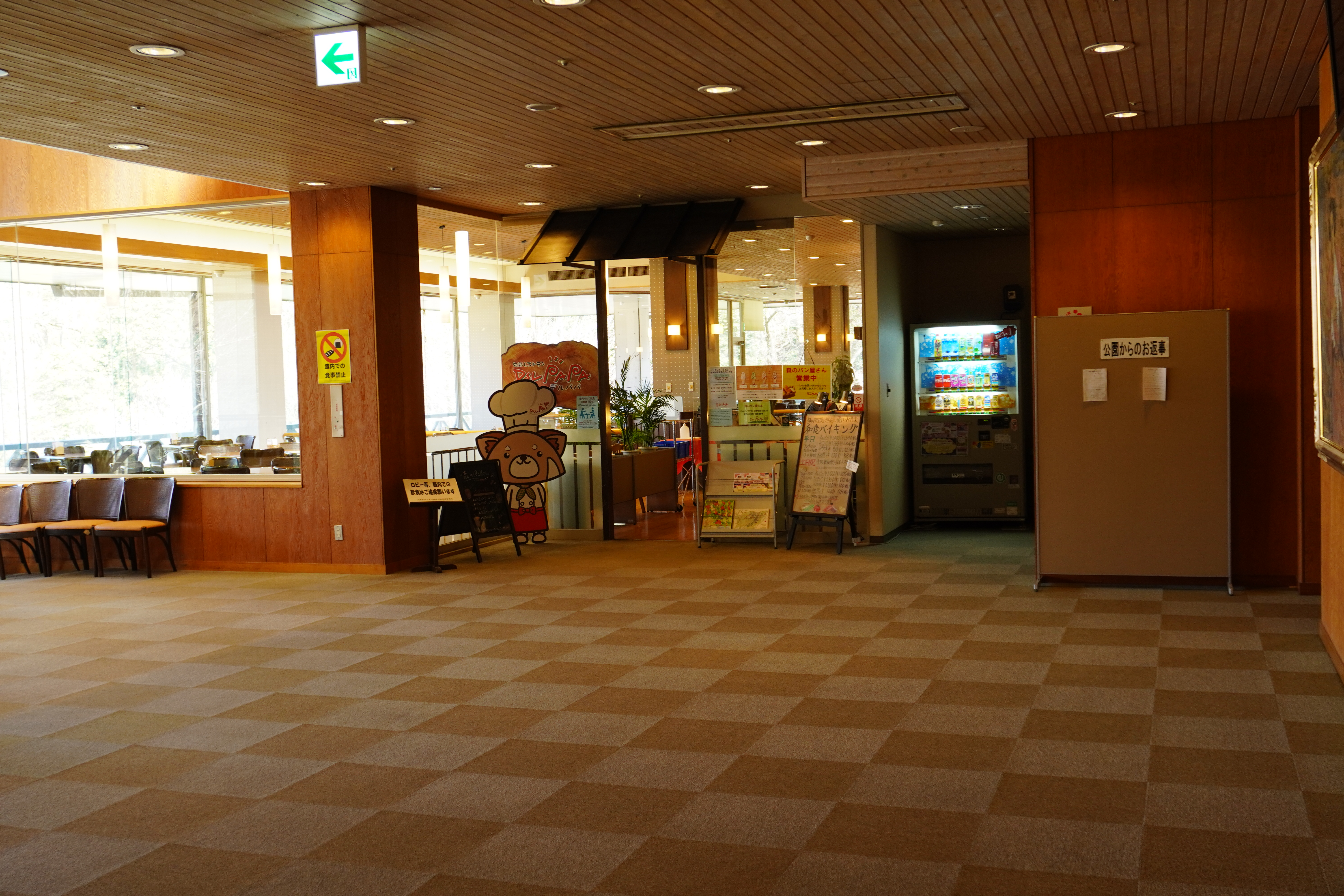
レストラン
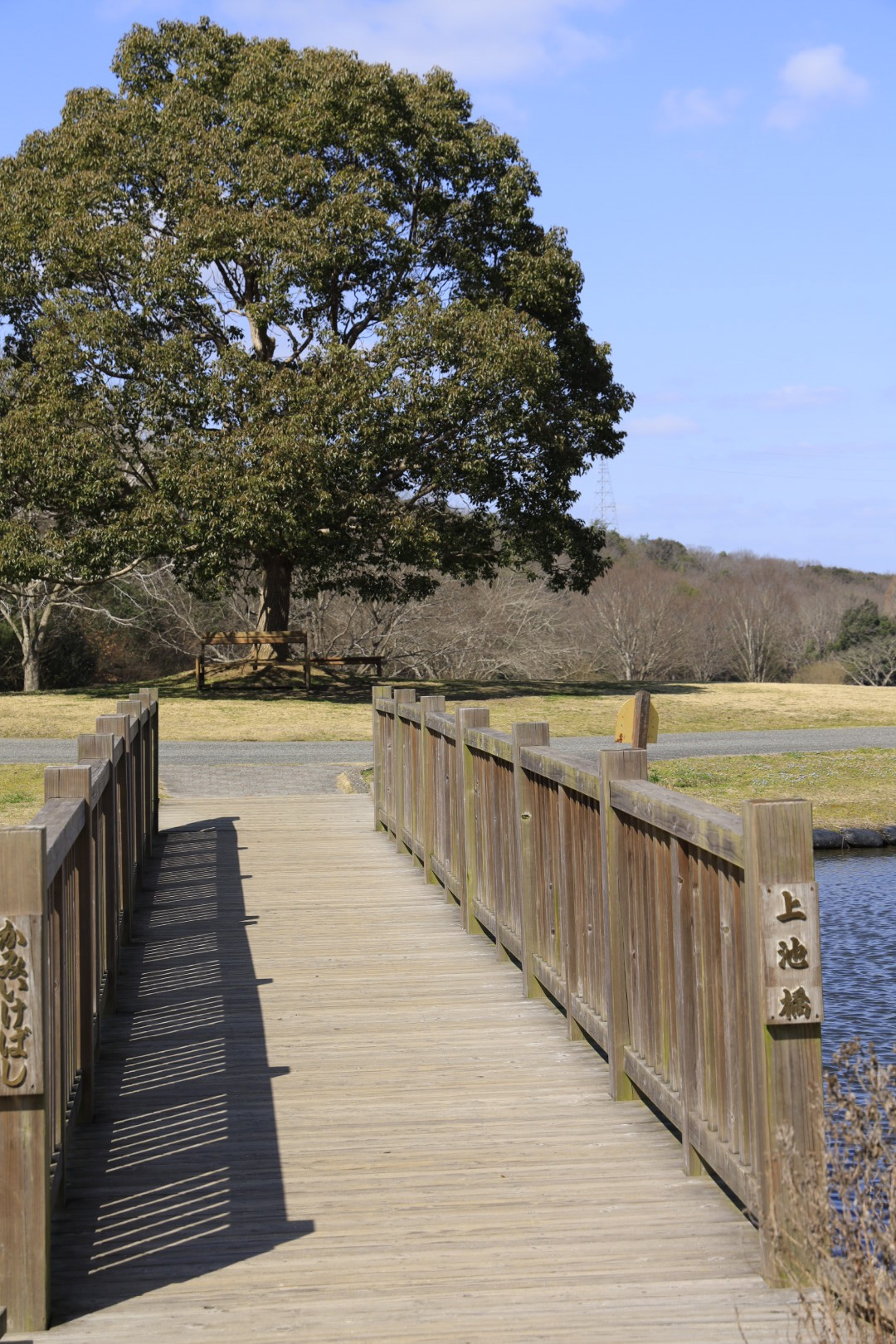
上池橋
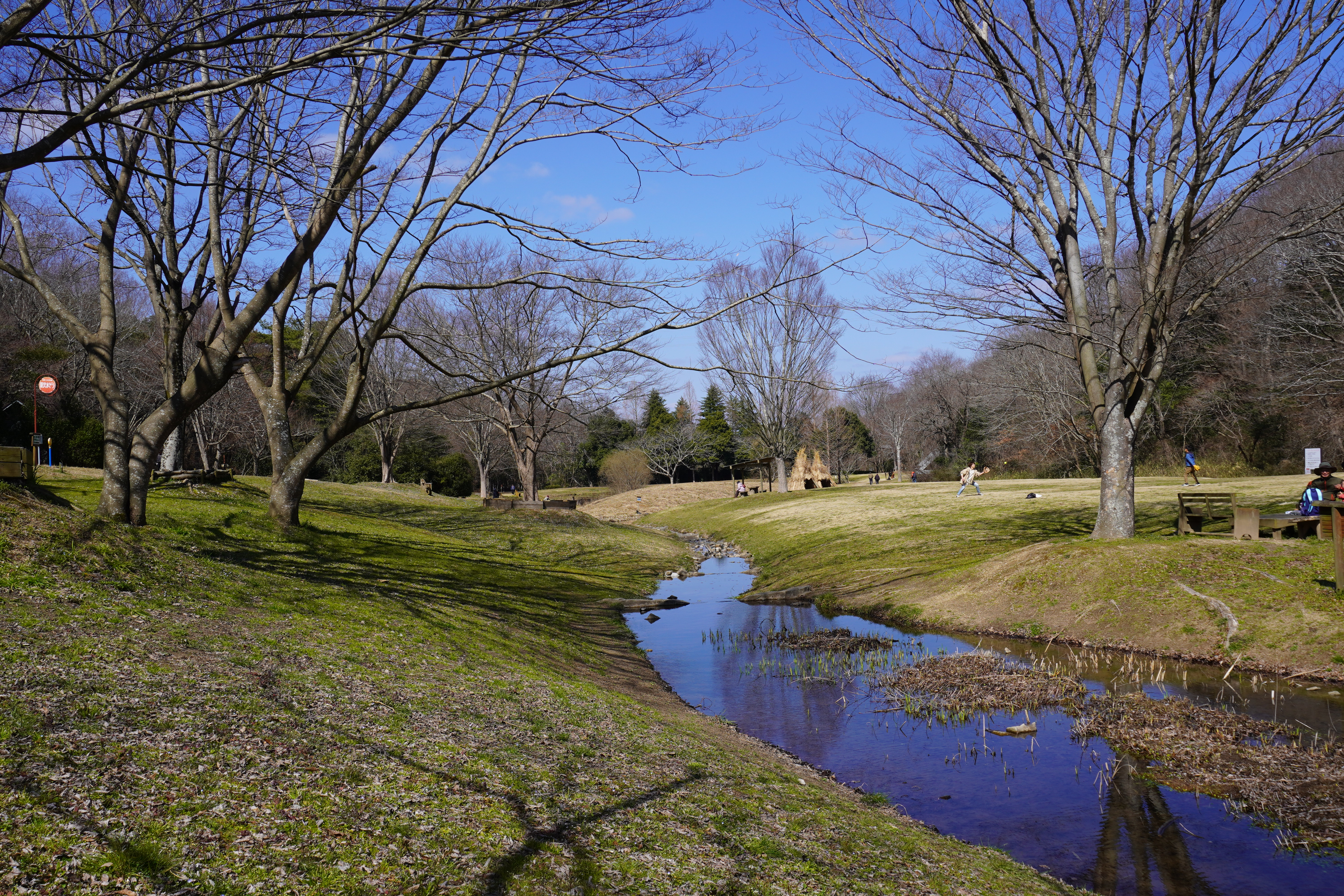
芝生広場
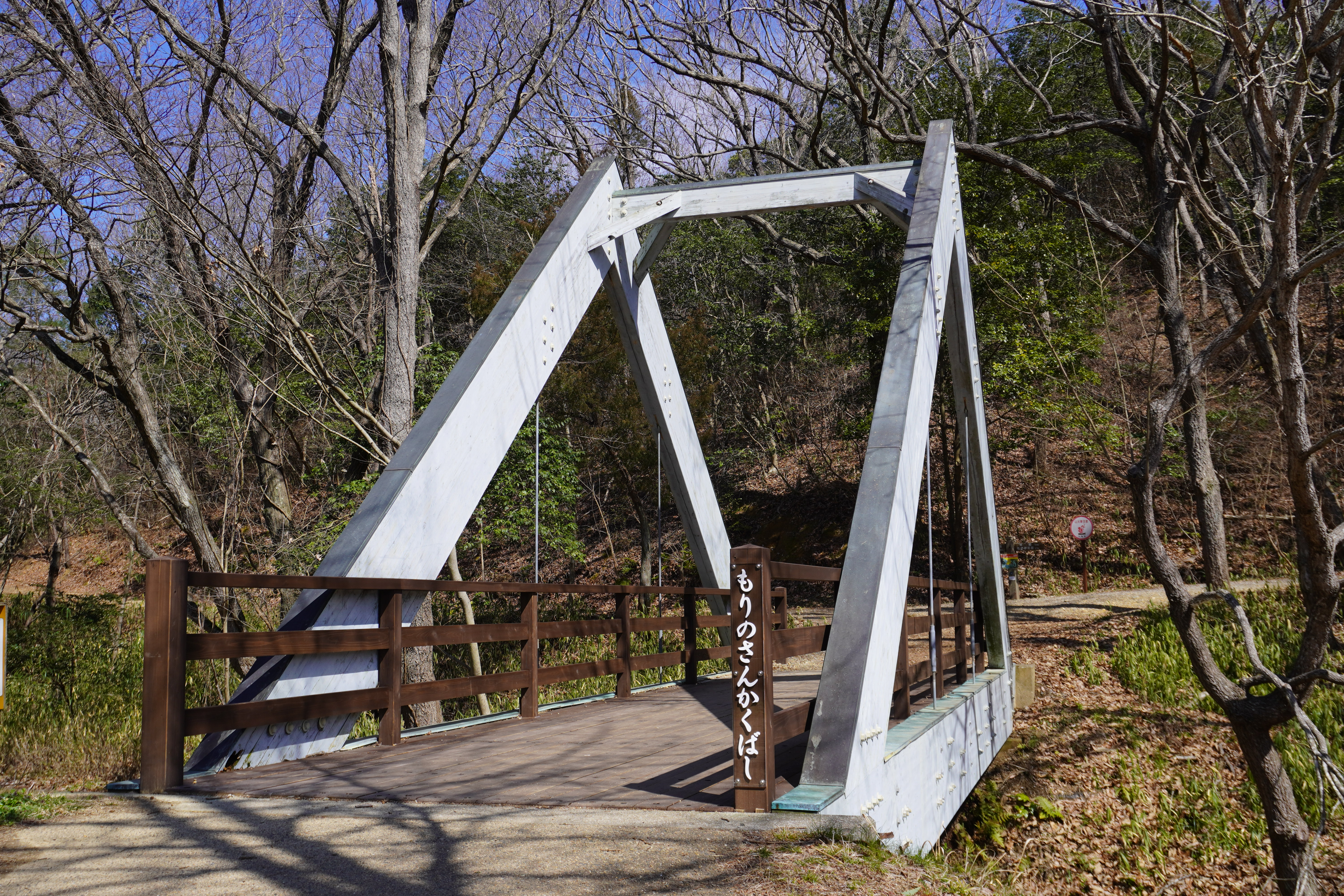
森の三角橋
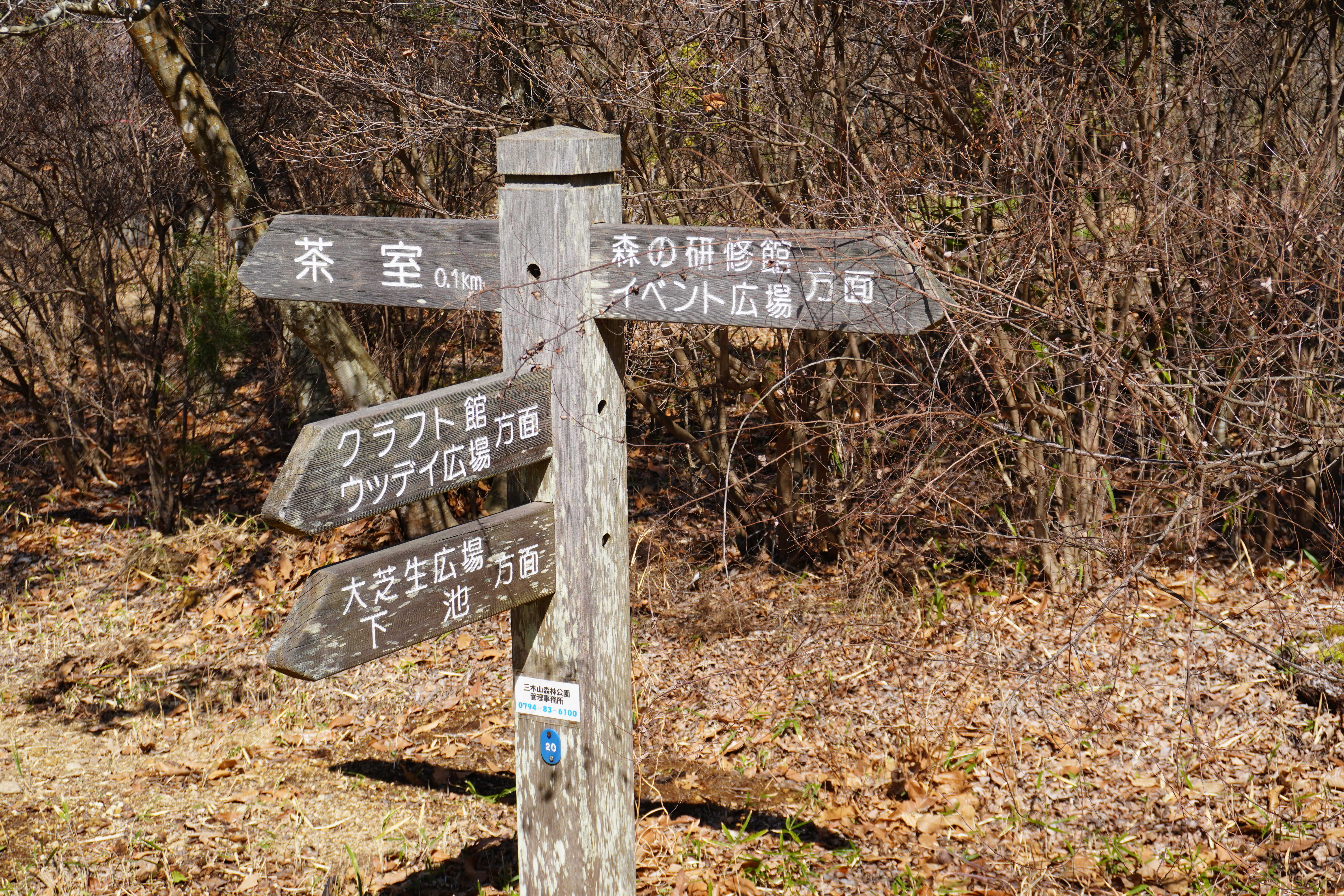
道しるべ
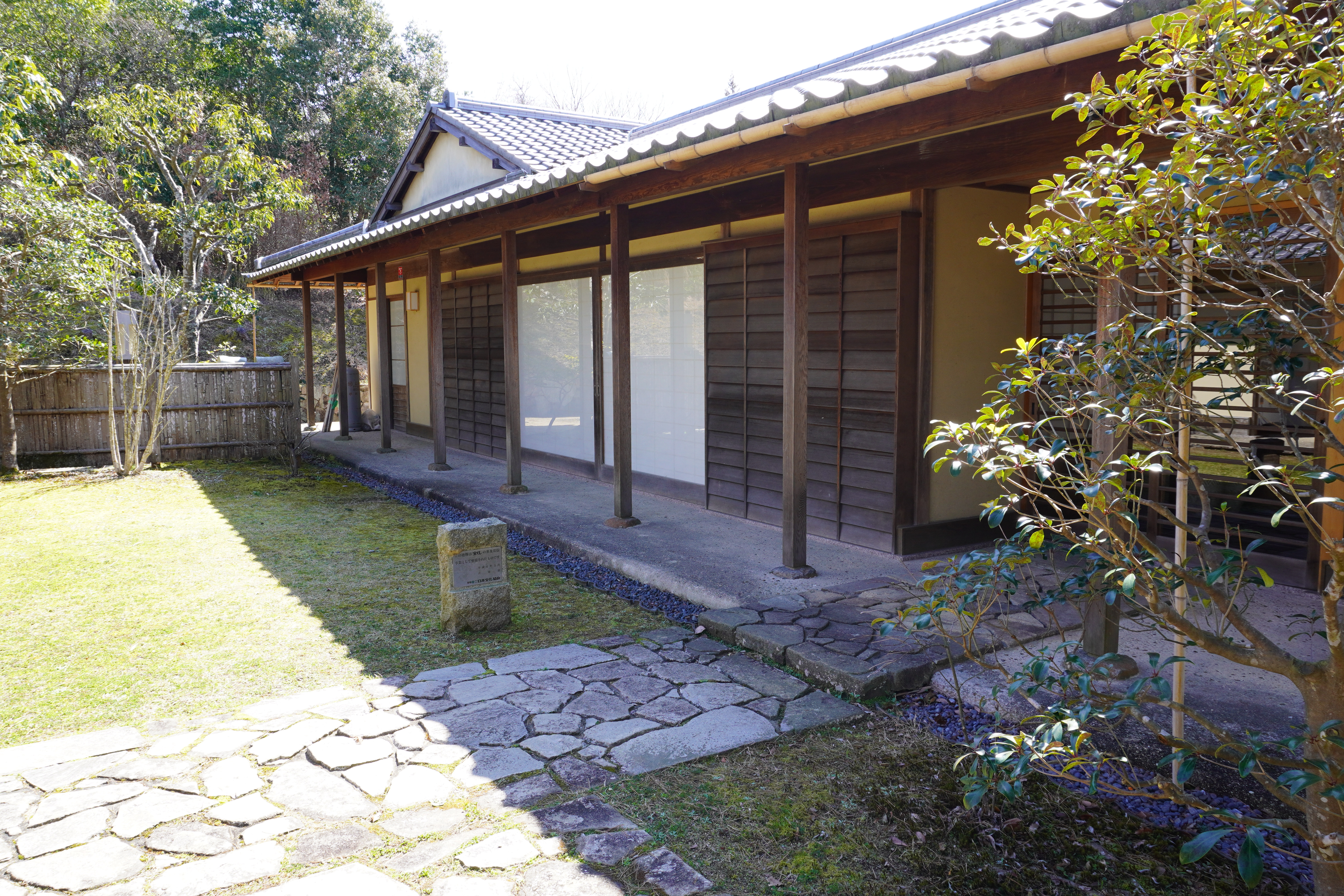
茶室
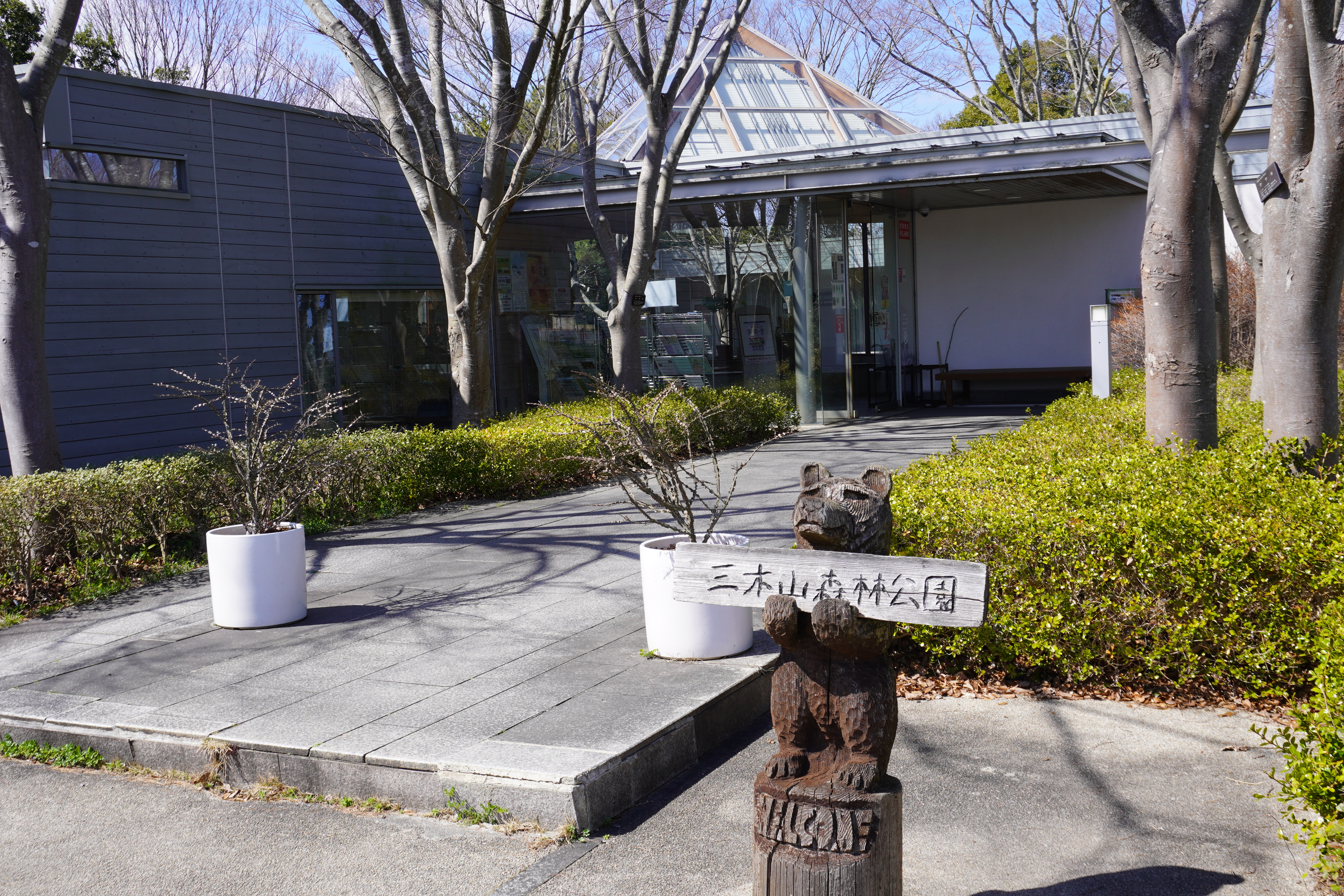
森の研修館
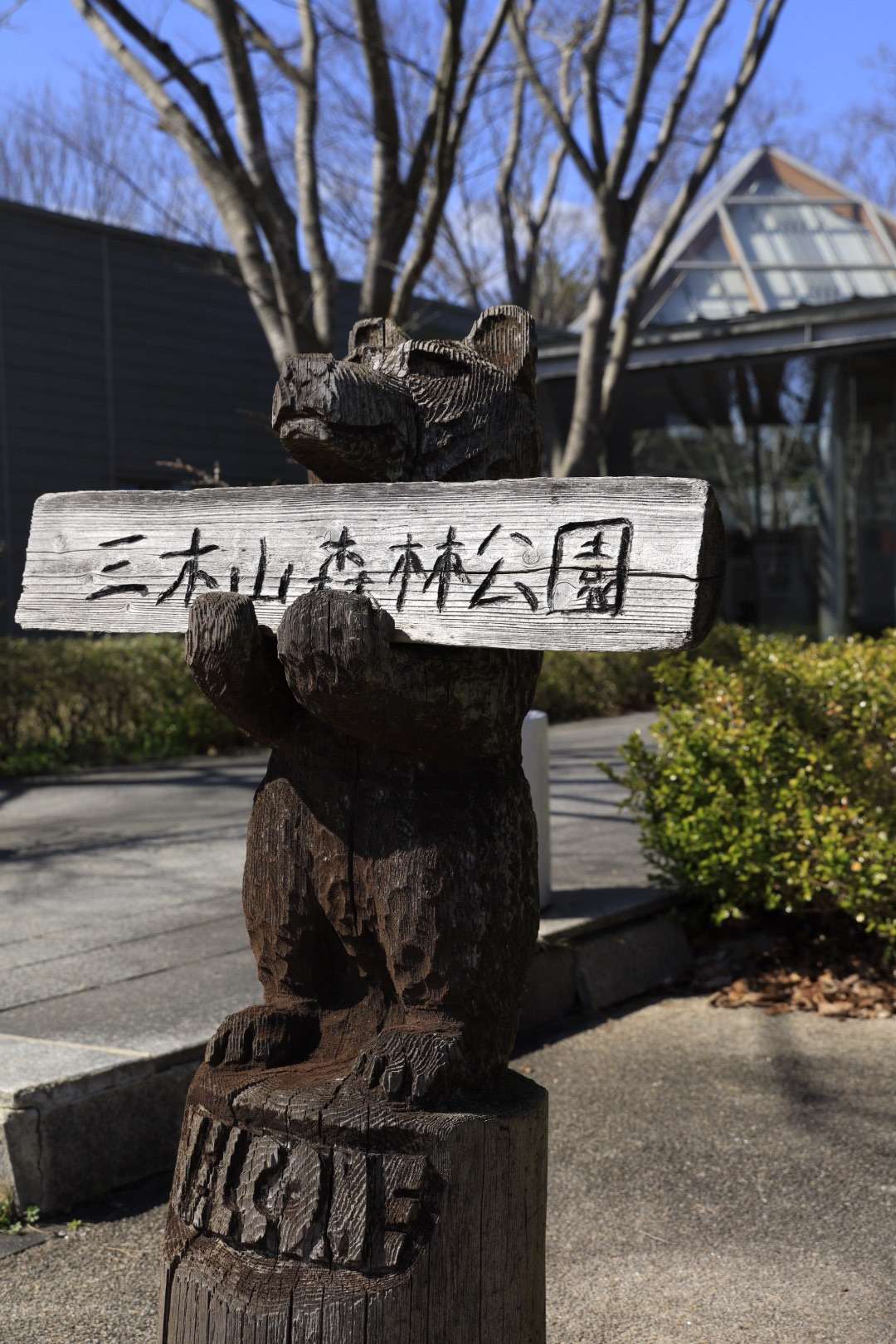
森の研修館前
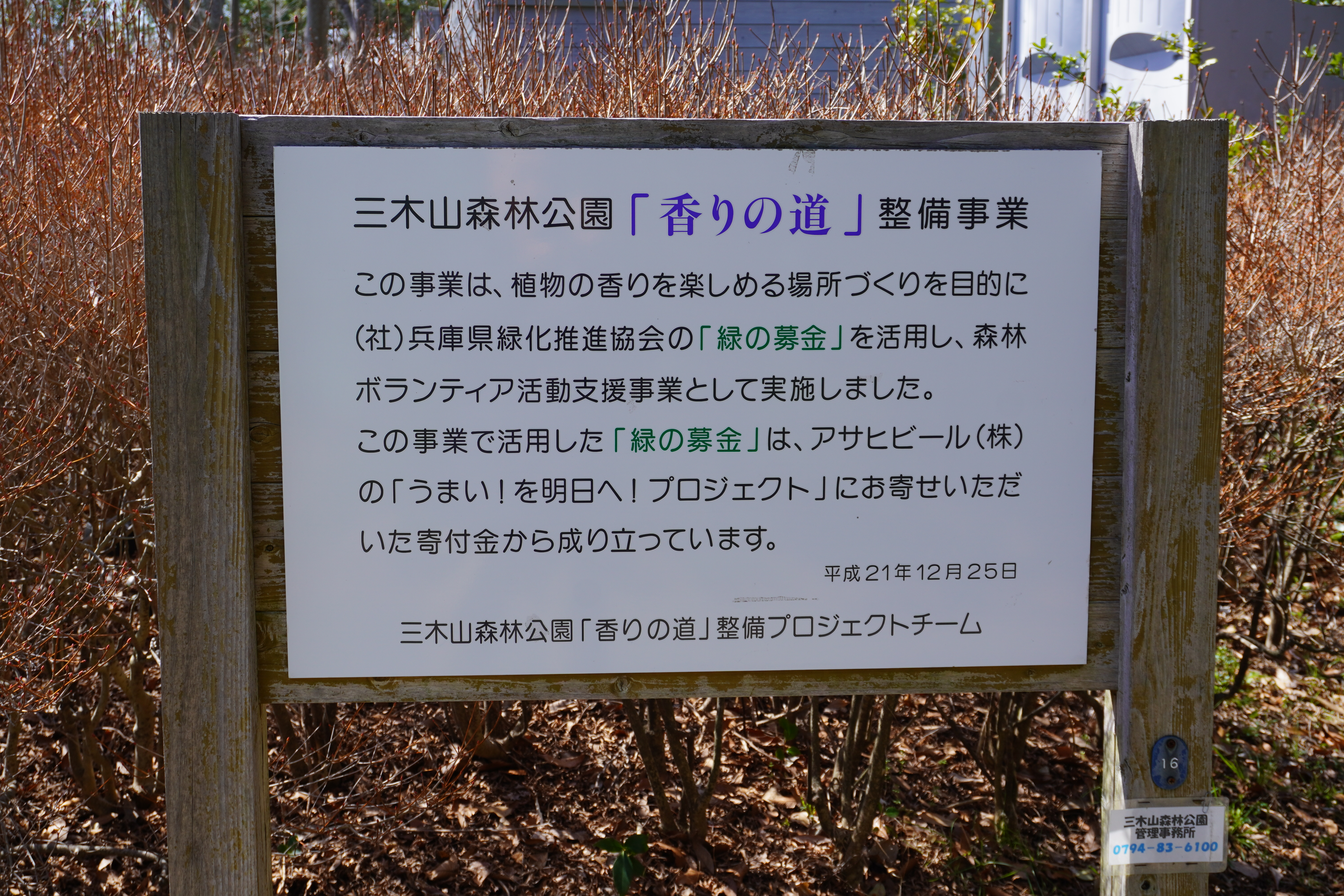
香りの道

- 2015年（平成27年）12月18日 - 三木山森林公園が生物多様性保全上重要な里地里山（略称「重要里地里山」）に指定される

## 施設

### 施設概要
- 施設名： 兵庫県立三木山森林公園
- 所在地： 三木市福井字三木山 2465－1
- 開園日： 1993年（平成5年）5月23日
- 敷地面積： 812,974 平方メートル
- 指定管理者：2017年度から (公社)兵庫みどり公社

### 設計・施工企業
- 設計：株式会社 ケイ設計
- 施工：宝和建設株式会社
- 監理：ごとう建築設計事務所

### 主要施設一覧
| 施設名                | 建築年            | 延面積       |
| --------------------- | ----------------- | ------------ |
| 森の文化館            | 1993年（平成5年） | 2,923.90 ｍ2 |
| 森の研修館            | 1991年（平成3年） | 747.94 ｍ2   |
| 森のクラフト館        | 1995年（平成7年） | 463.41 ｍ2   |
| 茶室・休憩所          | 1994年（平成6年） | 243.45 ｍ2   |
| 森の小劇場            | 1992年（平成4年） | 約 1,000 ｍ2 |
| 森のバーベキュー 広場 | 1997年（平成9年） | 約 3,900 ｍ2 |
| 展望休憩舎            | 1994年（平成6年） | 67.05 ｍ2    |
| 大芝生広場など        | 1993年（平成5年） | 37,093 ｍ2   |
| 第1・2・3駐車場       | 389 台収容        | 389 台収容   |

### 施設
- 森の文化館
  - 音楽ホール（280席）
  - 多目的ホール
  - 会議室
  - 展示ホール
  - レストラン時間バイキング値段
- 森の研修館
  - 図書室
  - 緑化相談室
  - 研修室
  - 会議室
- 成蹊閣（お茶室）
- 森のバーベキュー広場
- 森のクラフト館
  - 工作室
- 森の小劇場（200席）
- 森の中
  - 展望台
  - きのこ型のあずまや
  - 森の三角橋
- 広場
  - エントランス広場
  - 大芝生広場
  - ウッディー広場
  - イベント広場
  - ピクニック広場

- 森の文化館
- 森の風美術館
- 展示ホール
- レストラン
- 上池橋
- 芝生広場
- 森の三角橋
- 道しるべ
- 茶室
- 森の研修館
- 森の研修館前
- 香りの道

## 利用情報
- 開園時間：9時から21時
- 施設利用時間：9時から17時（有料施設の利用がある場合は21時まで）
- 休園日：水曜日（祝日にあたるときは翌日）

## 交通アクセス
- 路線バス：神戸電鉄粟生線 恵比須駅 よりみっきぃバス乗車、「森林公園前」下車

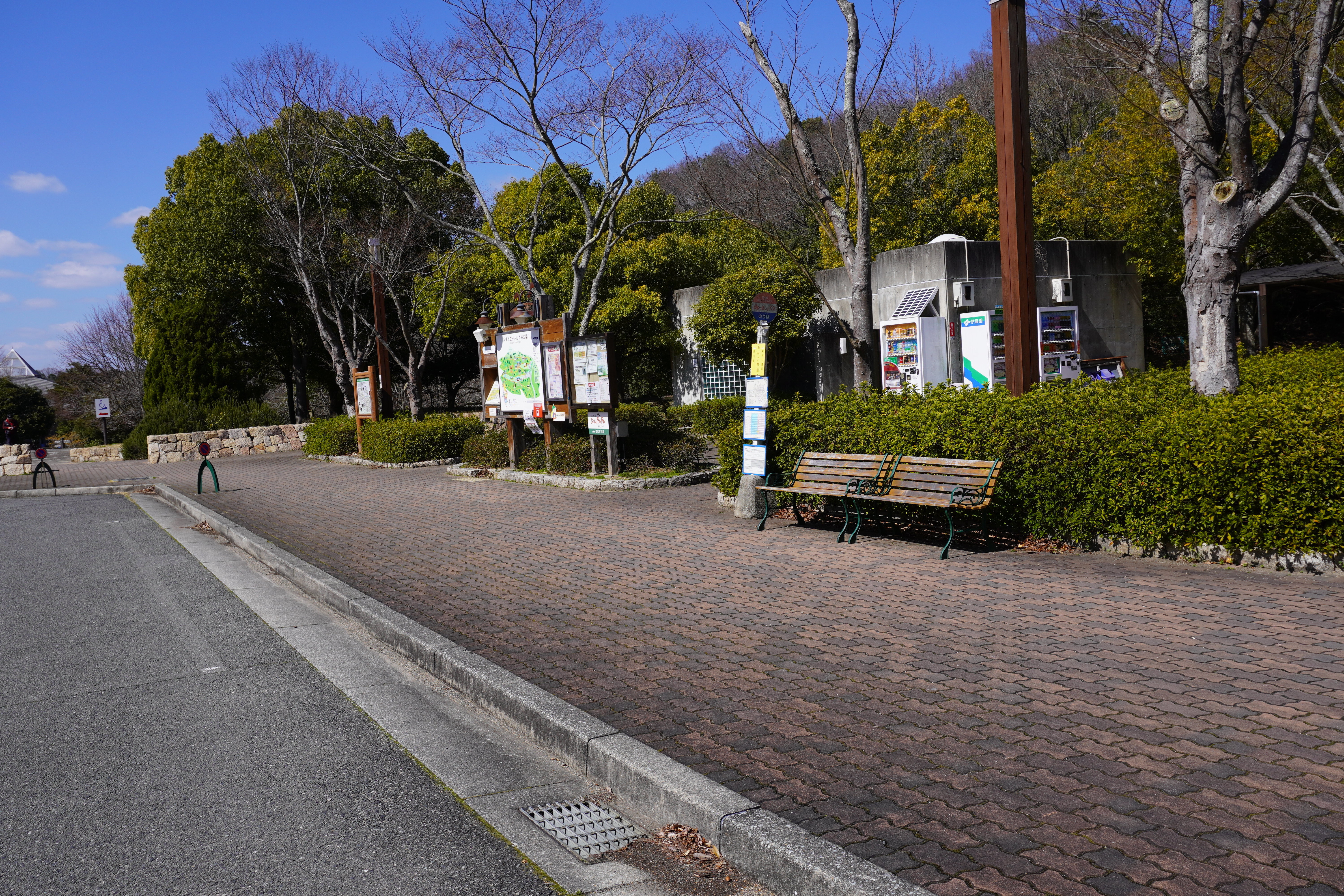
三木山森林公園バス停
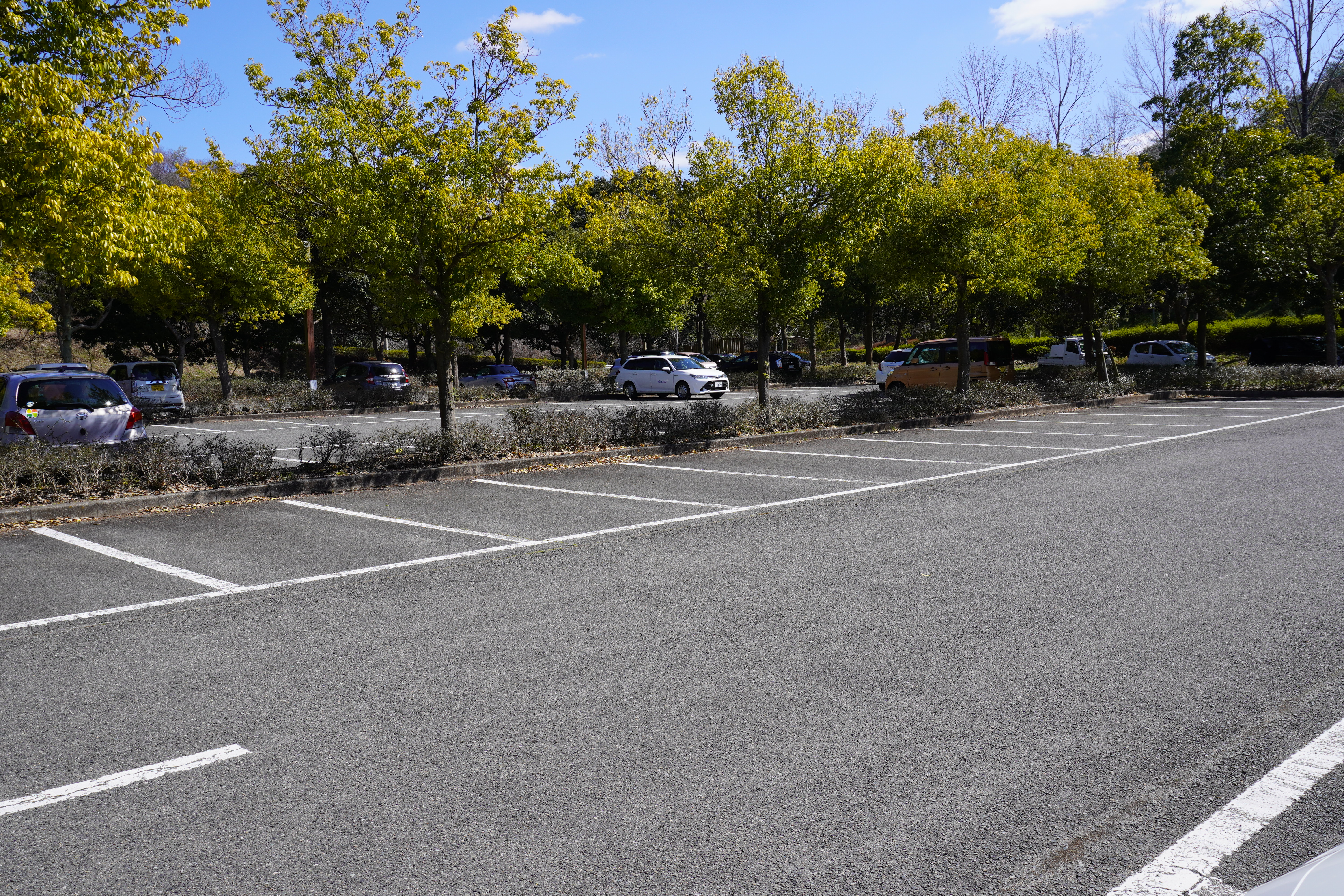
三木山森林公園第一駐車場
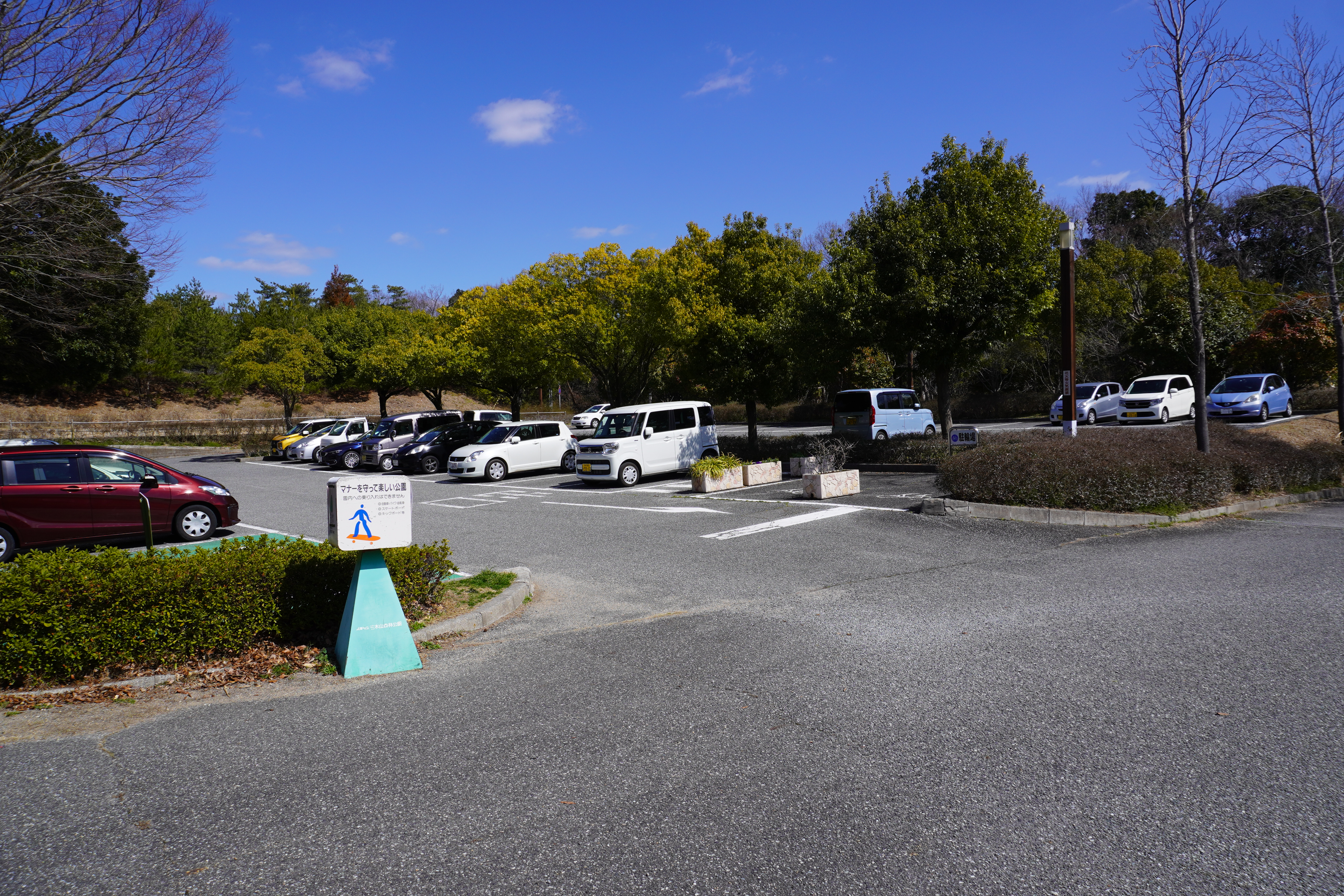
三木山森林公園第二駐車場